# Agents of Mystery
Agents of Mystery (em coreano: 미스터리 수사단 ) é um reality show sul-coreano de competição feito pela Netflix. Seis participantes, celebridades populares coreanas, se juntam para solucionarem mistérios e completar missões com temas ocultos como agentes secretos.

## Sinopse
Seis personalidades populares coreanas se encontram como agentes transportados para locais secretos para investigar casos e completar missões. Em meio a mistérios e pistas, suas habilidades e trabalho em equipe são colocados à prova final.

## Concorrentes

### Primeira Temporada
Há seis concorrentes por temporada:
- Lee Yong-jin, comediante e cantor, conhecido por seu trabalho no programa de comédia de esquetes no programa de comédia skstch da TvN Comedy Big League
- John Park, cantor coreano-americano, semifinalista do American Idol, American Idol Season 9 e vice-campeão no Superstar K2
- Lee Eun-ji, comediante, conhecido porsendo jurada em Miss Trot e Mr. Trot, e parte do elenco da série Earth Arcade
- Lee Hye-ri, atriz, cantora e modelo, parte do grupo feminino Girl's Day e membro fixo do elenco do programa de TV Real Man
- Kim Do-hoon, ator conhecido pelos papéis dele em Moving, Today's Webtoon, e The Escape of the Seven
- Karina, cantora e rapper, leader do grupo feminino aespa e membro fixo do elenco do programa de TV Synchro U da KBS 2TV

## Episódios

### Primeira temporada (2024)[6]
| N.º na série | N.º na temp. | Título                                        | Dirigido por   | Escrito por               | Exibição original   |
| --- | ------------ | --------------------------------------------- | -------------- | ------------------------- | ------------------- |
| 1 | 1            | "Os seguidores do maldito - Parte 1"          | Jung Jong-yeon | Jung Da-hee Heo Jeong-hee | 18 de junho de 2024 |
| Seis agentes enfrentam a sua primeira missão: investigar uma fábrica abandonada possivelmente ligada a três mulheres desaparecidas, resgatá-las e não serem pegos.      |              |                                               |                |                           |                     |
| 2 | 2            | "Os seguidores do maldito - Parte 2"          | Jung Jong-yeon | Jung Da-hee Heo Jeong-hee | 18 de junho de 2024 |
| O grupo encontra um jornalista preso cujas anotações revelam pistas sobre a igreja satânica. Mas eles precisam decifrar um código para ter acesso a um vídeo secreto.   |              |                                               |                |                           |                     |
| 3 | 3            | "Os seguidores do maldito - Parte 3"          | Jung Jong-yeon | Jung Da-hee Heo Jeong-hee | 18 de junho de 2024 |
| Um espírito avisa os agentes sobre um ritual catastrófico que está por vir. Agora que foram pegos, será que eles vão conseguir deter os fanáticos e salvar as mulheres? |              |                                               |                |                           |                     |
| 4 | 4            | "O mistério das profundezas do mar - Parte 1" | Jung Jong-yeon | Jung Da-hee Heo Jeong-hee | 18 de junho de 2024 |
| Os biossinais dos tripulantes de um submarino foram perdidos... exceto por um. Agora, os agentes devem revistar o local e pegar os cartões de memória.                  |              |                                               |                |                           |                     |
| 5 | 5            | "O mistério das profundezas do mar - Parte 2" | Jung Jong-yeon | Jung Da-hee Heo Jeong-hee | 18 de junho de 2024 |
| O submarino começa a ficar sem oxigênio, e é preciso uma senha para resolver o problema. Uma verdade surpreendente sobre as mortes dos tripulantes é revelada.          |              |                                               |                |                           |                     |
| 6 | 6            | "O mistério das profundezas do mar - Parte 3" | Jung Jong-yeon | Jung Da-hee HeoJeong-hee  | 18 de junho de 2024 |
| Enquanto os agentes procuram os cartões de memória, um monstro se aproxima. O tempo está se esgotando... Será que eles conseguirão escapar do perigo?                   |              |                                               |                |                           |                     |

## Produção
O showrunner Jung Jong-yeon disse que ele e os membros da equipe fizeram o melhor para tornar as situações o mais realistas possível, até mesmo usando água salgada para gotas de água caindo do teto, caso um dos membros do elenco a experimentasse.

## Recepção
Melissa Camacho, revisando para o Common Sense Media, deu à série uma pontuação de 3/5. Jack Seale do The Guardian avaliou a série com 3/5. Sreeparna Sengupta do The Times of India deu à série 2,5/5 estrelas.
A série foi revisada por Ayushi Agrawal para Pinkvilla e Joel Keller para Decider.

## Ligações Externas
- Agents of Mystery. no IMDb.

Agents of Mystery na Netflix  